# Foel Fadian
Foel Fadian är ett berg i Storbritannien.   Det ligger i kommunen Powys och riksdelen Wales, i den södra delen av landet, 270 km väster om huvudstaden London. Toppen på Foel Fadian är 553 meter över havet, eller 91 meter över den omgivande terrängen. Bredden vid basen är 4,2 km.
Terrängen runt Foel Fadian är huvudsakligen kuperad. Runt Foel Fadian är det ganska tätbefolkat, med 60 invånare per kvadratkilometer. Närmaste större samhälle är Llanidloes, 16,5 km sydost om Foel Fadian. I omgivningarna runt Foel Fadian växer i huvudsak blandskog.